# Seven Seas of Rhye
Seven Seas of Rhye ist ein Lied der britischen Rockband Queen, das von Freddie Mercury geschrieben wurde und 1973 als Instrumentalstück auf Queens Debütalbum Queen sowie als Single erschien. Im Jahr darauf erschien es auf dem Album Queen II, diesmal jedoch mehr als doppelt so lang und mit Gesang. Außerdem erschien das Lied auf mehreren Live- und Kompilationsalben. Aufgrund des Erfolges des Liedes kündigte Mercury seinen damaligen Job als Verkäufer an einem Stand im Kensington Market. Auch wurde Queen deshalb zum ersten Mal in die Sendung Top of the Pops eingeladen.

## Besetzung
- Freddie Mercury: Gesang, Piano
- Brian May: E-Gitarre, Hintergrundgesang
- Roger Taylor: Schlagzeug, Tamburin, Hintergrundgesang
- John Deacon: E-Bass